# Col·lectiu Lambda de Lesbianes, Gais i Transsexuals
Lambda - col·lectiu de Lesbianes, Gais, Bisexuals i Transsexuals és una associació privada que treballa en la defensa dels drets de lesbianes, gais, bisexuals i transsexuals al País Valencià.
Un grup d'activistes, el Moviment d'Alliberament Gai del País Valencià (MAG-PV) ja va existir anteriorment a València, però va dissoldre's el 1986, el mateix any de la creació del Col·lectiu, amb divisions a Alacant i Castelló de la Plana.
La situació de discriminació legal i marginació social de la comunitat LGBT no havia aturat, però la forma d'activisme va canviar. El Col·lectiu continua actuant contra l'homofòbia, lluita pels drets iguals, condueix campanyes d'informació i d'educació sobre la identitat sexual i la prevenció de malalties de transmissió sexual i suport altres associacions i persones individuals. Té una secció d'assumptes religiosos i un col·lectiu de cristians homosexuals.
El 1990 va crear-se el grup Positiu al si del col·lectiu, junts amb els Gais Positius de la Coordinadora Gai-Lesbiana de Catalunya, el Gay Hotsa de Bilbo i el Cogam de Madrid per a llançar un nou moviment de suport als seropositius gais que volia tenir compte de llur especificitat, tot i reconèixer que la sida pot tocar tothom i no es restringeix a grups a riscs.
Cada any, des del 1995 organitza els Premis 28 de juny, anomenats des de l'any 2002, Premis Margarida Borràs, atorgats a persones o entitats que van distingir-se en la defensa dels drets o la millora de la situació de la comunitat LGBT. El 2011 el premi va ser atorgat a Rubén Sancho, per la seua trajectòria en defensa de la igualtat, a la Coordinadora d'Associacions de Lluita contra la sida de la Comunitat Valenciana i a Mónica Oltra i Sebastián Fontana, advocats defensors dels drets de lesbianes, gais, transsexuals i bisexuals.
El Col·lectiu Lambda és membre de la Federació Estatal de Lesbianes, Gais, Transsexuals i Bisexuals (FELGTB), l'Associació Internacional de Gais i Lesbianes (ILGA) des del 1999, la Coordinadora d'Associacions de Lluita contra el VIH-SIDA de la Comunitat Valenciana (CALCSICOVA), la Coordinadora Estatal de VIH-SIDA (CESIDA), la Plataforma Feminista del País Valencià, les Comunitats Cristianes Populars de València, el corrent Som Església i Xarxes Cristianes, la Plataforma de Voluntariat Social del País Valencià, el Consell de la Joventut de València, el Fòrum Social de València i el Consell de la Ciutadania del País Valencià. A més, té signat un conveni de col·laboració amb la Conselleria de Benestar Social, el Consell de la Joventut de la Comunitat Valenciana (CJCV), Comissions Obreres del País Valencià (CCOO-PV),la Unió General de Treballadors del País Valencià (UGT-PV). Intersindical Valenciana i la Confederació General del Treball (CGT).